# Alois Alzheimer
Alois Alzheimer (ur. 14 czerwca 1864 w Marktbreit, zm. 19 grudnia 1915 we Wrocławiu) – niemiecki lekarz psychiatra i neuropatolog, profesor psychiatrii Uniwersytetu Wrocławskiego. Jako pierwszy opisał objawy choroby zwanej dziś chorobą Alzheimera.

## Życiorys

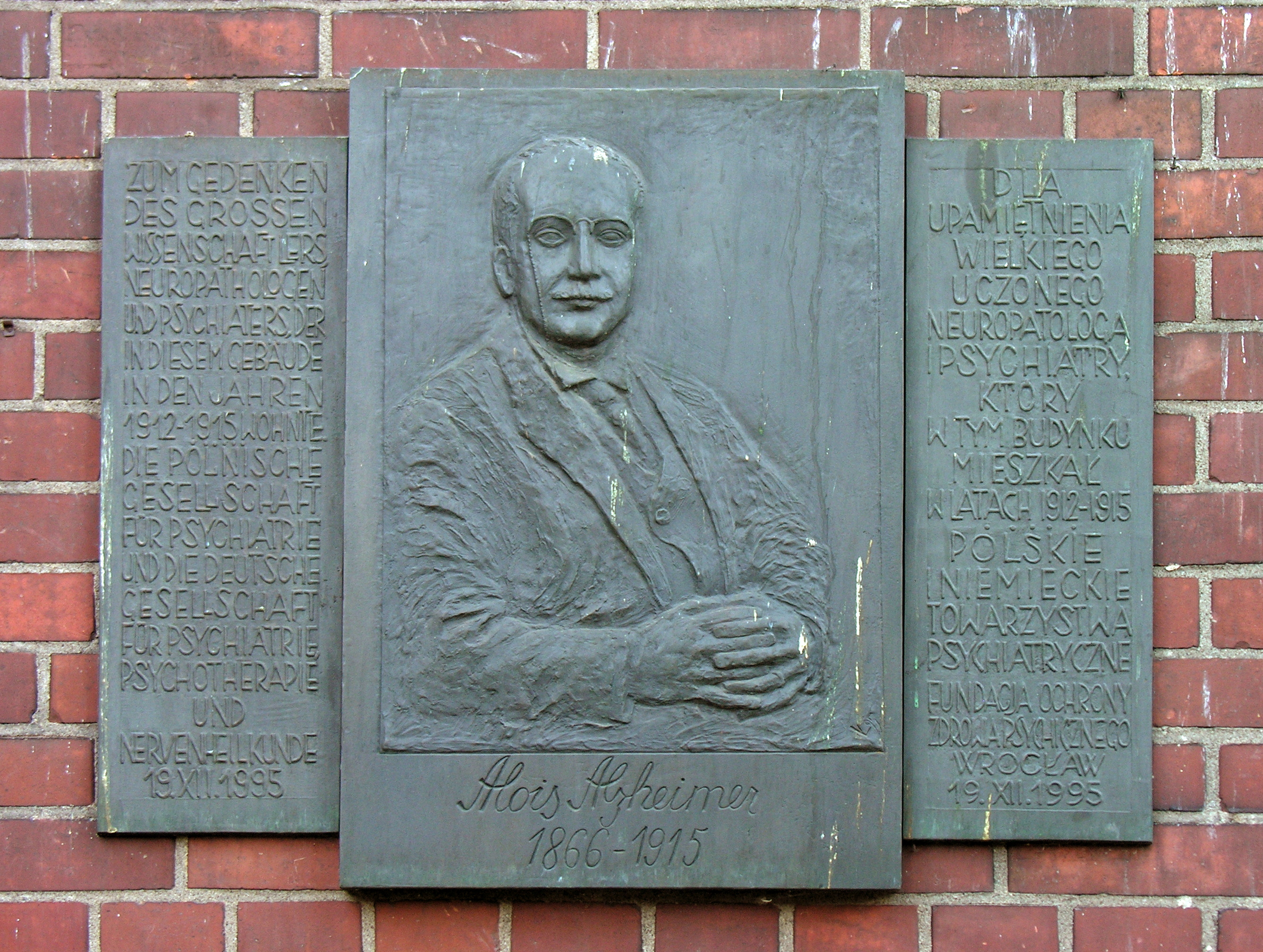
Tablica pamiątkowa poświęcona osobie Aloisa Alzheimera, umieszczona na elewacji dawnej willi dyrektora kliniki przy ul. Bujwida 42 we Wrocławiu; projekt prof. Łucji Skomorowskiej-Wilimowskiej

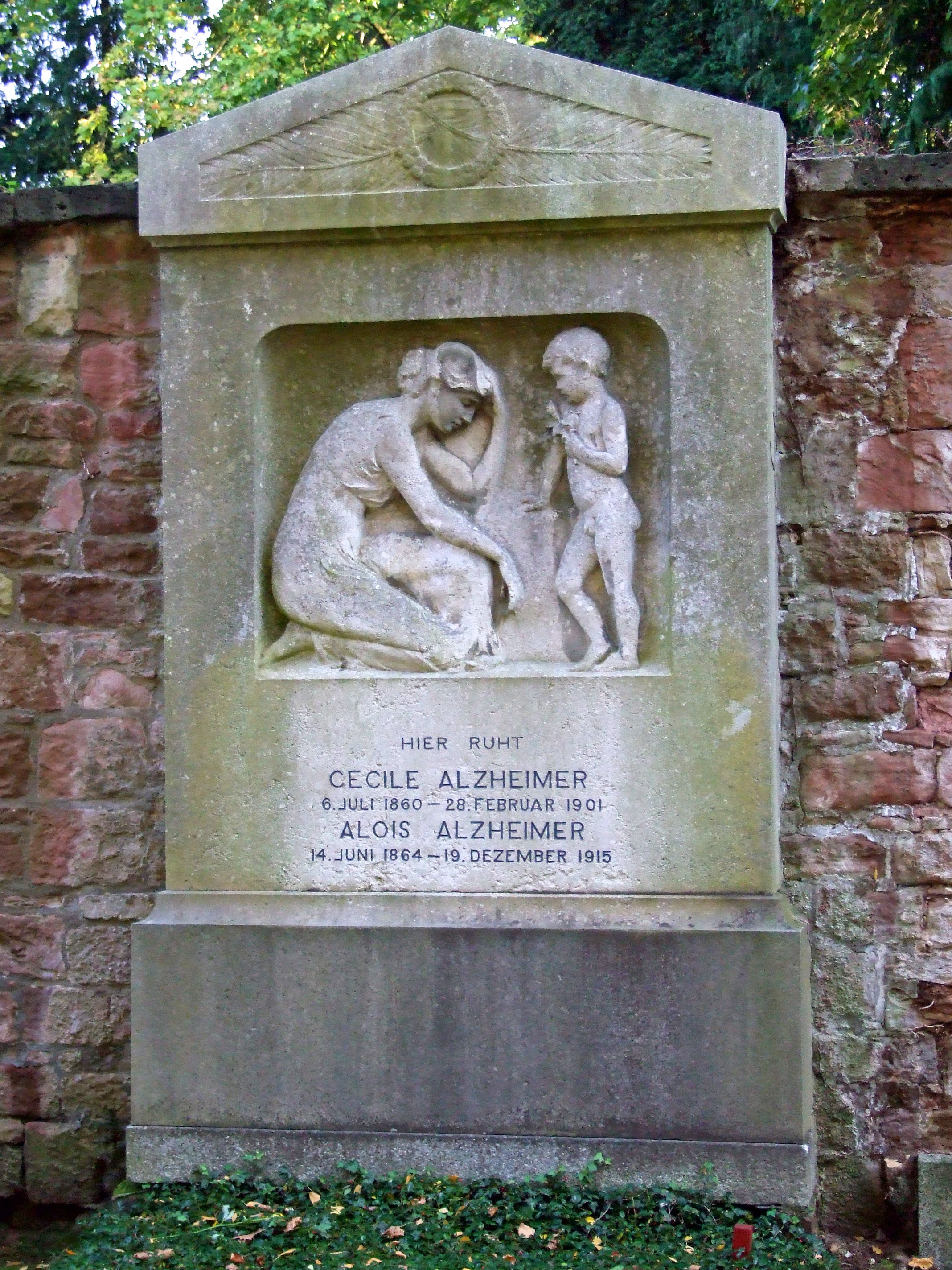
Grób Aloisa Alzheimera

Urodził się w 1864 roku w bawarskiej miejscowości Marktbreit, w rodzinie notariusza Eduarda Alzheimera (1840–1891) i nauczycielki Therese z domu Busch. W 1883 roku podjął studia medyczne w Berlinie, studiował także w Tybindze i Würzburgu, gdzie w 1887 roku otrzymał dyplom lekarza medycyny. W tym samym roku przedstawił swoją dysertację doktorską, dotyczącą histologii gruczołów woskowinowych, opartą na badaniach przeprowadzonych przez niego w laboratorium Rudolfa Alberta von Köllikera. W 1889 roku podjął pracę w zakładzie psychiatrycznym Städtische Anstalt für Irre und Epileptische we Frankfurcie nad Menem, którym kierował Emil Sioli. Rok później w tym samym miejscu podjął pracę jako ordynator neurolog Franz Nissl, z którym Alzheimer podjął współpracę. Wspólnie wprowadzili w zakładzie zasadę non-restraint, polegającą na unikaniu środków przemocy, takich jak kaftany bezpieczeństwa, przymusowe karmienie. Zamiast tego wprowadzono nadzór nad pacjentami w dużych salach. Część pacjentów mogła swobodnie poruszać się po zakładzie; niektórych zabierano nawet na wycieczki.
W kwietniu 1894 roku ożenił się z Cäcilią Simonette Nathalie Geisenheimer, z domu Wallerstein (1860-1901), pochodzącą z Frankfurtu nad Menem wdową po bankierze Ludwigu Ottonie Geisenheimer. Mieli troje dzieci, w tym dwie córki: Annę Gertrudę i Marię oraz syna Eduarda Hansa.
W 1895 roku Nissl przeniósł się do kliniki psychiatrycznej w Heidelbergu, kierowanej przez Emila Kraepelina. W 1895 roku został też dyrektorem frankfurckiego zakładu dla chorych umysłowo, kontynuując swoje badania psychiatryczne nad m.in. depresją i psychozami. W 1902 Kraepelin zaoferował Alzheimerowi posadę w Heidelbergu na stanowisku swojego asystenta, gdzie ten mógł znowu pracować z Nisslem. W 1904 roku Kraepelin został powołany do Monachium, Alzheimer niedługo potem podążył za nim. Tu jeszcze tego samego roku ukończył rozprawę habilitacyjną na temat histologicznej diagnostyki różnicowej porażenia postępującego (Histologische Studien zur Differentialdiagnostik der progressiven Paralyse). Długoletnią współpracę Nissla z Alzheimerem uwieńczyło sześciotomowe dzieło Histologische und histopatologische Arbeiten über die Großhirnrinde, wydawane w latach 1906–1918.
W 1912 roku, jako profesor zwyczajny, został kierownikiem Katedry Psychiatrii Uniwersytetu Wrocławskiego i dyrektorem wrocławskiej kliniki psychiatrycznej (Königlich Psychiatrischen und Nervenklinik).
W 1915 roku gwałtownie podupadł na zdrowiu - cierpiał na dolegliwości związane z sercem, duszności i niewydolność nerek. Zmarł we Wrocławiu 19 grudnia tego samego roku, w wieku 51 lat. Został pochowany u boku żony na Cmentarzu Głównym we Frankfurcie nad Menem (Hauptfriedhof, Frankfurt am Main, Hessen).
Wspomnienia o nim napisali m.in. Spielmeyer, Nissl i Gaupp. Stulecie odkrycia Alzheimera uhonorowano licznymi publikacjami na temat uczonego, w tym okolicznościową monografią.
Uczniami Alzheimera byli m.in. Nicolás Achúcarro, Aleksiej Faworski, Teofil Simchowicz, Stefan Rosental, Jakub Mackiewicz, Leonid Omorokow, Gaetano Perusini, Solomon Carter Fuller, Francesco Fulci, Fritz Lotmar, Ludwig Merzbacher, Alfons Maria Jakob, Boris Doinikow, Ugo Cerletti, Francesco Bonfiglio, Louis Casamajor i Hans Gerhard Creutzfeldt.

## Dorobek naukowy
3 listopada 1906 roku Alzheimer przedstawił na posiedzeniu Towarzystwa Neuropsychiatrii Południowo-Zachodnich Niemiec w Tybindze przypadek „specyficznej choroby kory mózgowej” („eine eigenartige Erkrankung der Hirnrinde”) u zmarłej 56-letniej pacjentki, Auguste Deter. Ową pacjentkę, wówczas 51-letnią, poznał 25 listopada 1901 roku w czasie swej pracy w zakładzie psychiatrycznym we Frankfurcie, gdzie przywiózł ją jej mąż. W poprzedzającym roku zauważył w jej zachowaniu znaczne zmiany: Auguste stała się zazdrosna i nie potrafiła wykonywać najprostszych czynności domowych, chowała przedmioty tak, że nie potrafiła ich znaleźć, czuła się śledzona i naprzykrzała się sąsiadom. Alzheimer stwierdził, że pacjentka nie posiada orientacji czasoprzestrzennej, nie potrafi sobie przypomnieć prawie żadnych szczegółów z życia i często daje odpowiedzi niemające żadnego związku z pytaniem. Ponadto jej nastroje szybko się zmieniały pomiędzy lękiem, nieufnością, odrzucaniem i popłakiwaniem. Nie można było pozwolić jej na swobodne poruszanie się po zakładzie, bo miała zwyczaj dotykać twarzy innych pacjentów, na co ci często reagowali agresją.
Wprawdzie Alzheimer już wielokrotnie wcześniej natykał się na pacjentów z podobnymi objawami, byli oni jednak w wieku przeważnie co najmniej 70 lat. Alzheimer poświęcił pacjentce wiele uwagi, cierpliwie prowadząc przez najbliższe tygodnie dalsze rozmowy. Podczas tych rozmów Auguste wielokrotnie żałośnie powtarzała „ach Gott” (o Boże). Podczas jednej z rozmów kilkakrotnie wyznała „można by powiedzieć, że sama się zagubiłam” (ich habe mich sozusagen selbst verloren).
Alzheimer już po kilku miesiącach przestał pracować we Frankfurcie, ale z Heidelbergu i później z Monachium regularnie dowiadywał się o stan jej zdrowia. Zapobiegł też planowanemu przeniesieniu jej do tańszego zakładu, ponieważ zależało mu na możliwości zbadania mózgu pacjentki po jej śmierci.
Auguste Deter zmarła 9 kwietnia 1906 w wyniku zakażenia krwi, do którego doszło w ranach spowodowanych odleżynami. Na prośbę Alzheimera przesłano mu do Monachium jej mózg i historię choroby. Badanie mikroskopowe wykazało rozległe zwyrodnienie komórek nerwowych. Alzheimer określał przedstawianą przez siebie chorobę jako choroba zapominania („Krankheit des Vergessens”). Określenia „choroba Alzheimera” użył po raz pierwszy Emil Kraepelin w swoim Podręczniku psychiatrii z 1910 roku. Oficjalnie nazwa ta została przyjęta na kongresie lekarzy w Lozannie w 1967 roku.

## Lista prac
- Über die Ohrenschmaldrüsen. Inaugural-Dissertation verfasst und der hohen medicinischen Facultät der Königl. Julius-Maximilians-Universität Würzburg zur Erlangung der Doctorwürde in der Medicin, Chirurgie und Geburtshilfe vorgelegt von Alois Alzheimer. Cand. Med. Würzburg, Druck und Verlag der Stahel'schen Universitäts-Buch- & Kunsthandlung, 1888
- Über einen Fall von spinaler progressiver Muskelatrophie mit hinzutretender Erkrankung bulbärer Kerne in der Rinde[17], 1892
- Die Paralysis progressiva der Entwicklungsjahre. Neurologisches Centralblatt 13, 1894, s. 732
- Die arteriosklerotische Atrophie des Gehirns. Neurologisches Centralblatt 13, 1894, s. 765
- Kolloide Entartung des Gehirns. Neurologisches Centralblatt 14, 1895, s. 886
- Über die durch Druck auf den Augapfel hervorgerufenen Visionen. Centralblatt für Nervenheilkunde und Psychiatrie 6, 1895, s. 473
- Die Frühform der allgemeinen progressiven Paralyse. Allgemeine Zeitschrift für Psychiatrie 52, 1896, s. 533
- Ein „geborener Verbrecher”[18], 1896
- Über die anatomische Ausbreitung des paralytischen Degenerationsprozesses. Neurologisches Centralblatt 15, 1896, s. 1007
- Fünf Fälle, in welchen sich neben einer hochgradigen Arteriosklerose der Gefäße disseminierte Herde in der Rinde, den Markleisten und im tiefen Mark finden. Centralblatt für Nervenheilkunde und Psychiatrie 7, 1896, s. 549
- Über rückschreitende Amnesie bei der Epilepsie. Allgemeine Zeitschrift für Psychiatrie 53, 1896, s. 483–499
- Über rückschreitende Amnesie bei der Epilepsie. Centralblatt für Nervenheilkunde und Psychiatrie 8, 1897, s. 316
- Das Delirium acutum. Monatsschrift für Psychiatrie und Neurologie 2, 1897, s. 64
- Beiträge zur pathologischen Anatomie der Hirnrinde und zur anatomischen Grundlage einiger Psychosen. Monatsschrift für Psychiatrie und Neurologie 2, 1897, s. 82
- Ein Fall von luetischer Meningomyelitis und -Encephalitis. Archiv für Psychiatrie 29, 1897, s. 63–79
- Über perivasculäre Gliose. Allgemeine Zeitschrift für Psychiatrie und psychisch-gerichtliche Medicin 53, 1897, s. 863–865
- Die Colloidentartung des Gehirns[19], 1898
- Ein Beitrag zur pathologischen Anatomie der Epilepsie[20], 1898
- Neuere Arbeiten über die Dementia senilis und die auf atheromatöser Gefäßerkrankung basierenden Gehirnkrankheiten. Monatsschrift für Psychiatrie 3, 1898, s. 101
- Beitrag zur pathologischen Anatomie der Seelenstörungen des Greisenalters. Neurologisches Centralblatt 18, 1899, s. 95
- Einiges zur pathologischen Anatomie der chronischen Geistesstörungen. Allgemeine Zeitschrift für Psychiatrie und psychisch-gerichtliche Medizin 57, 1900, s. 597
- Die Seelenstörungen auf arteriosklerotischer Grundlage. Allgemeine Zeitschrift für Psychiatrie und psychisch-gerichtliche Medizin 59, 1902, s. 695
- Über atypische Paralysen. Allgemeine Zeitschrift für Psychiatrie und psychisch-gerichtliche Medizin 59, 1902, s. 170–174
- Über atypische Paralysen. Monatsschrift für Psychiatrie und Neurologie 51, 1902, s. 73–75
- Histologische Studien zur Differentialdiagnose der progressiven Paralyse. Habilitationsschrift zur Erlangung der Venia legendi in der Psychiatrie vorgelegt der hohen medicinischen Facultät der Ludwigs-Maximilians-Universität zu München von Dr. med. Alois Alzheimer. Appr. Arzt. Jena, 1904
- Über einen eigenartigen schweren Krankheitsprozess der Hirnrinde. Zentralblatt für Nervenkrankheiten 25, 1906, s. 1134
- Über eine eigenartige Erkrankung der Hirnrinde. Centralblatt für Nervenkrankheiten 30, 1907, s. 177–179
- Über eine eigenartige Erkrankung der Hirnrinde. Allgemeine Zeitschrift für Psychiatrie und psychisch-gerichtliche Medizin 64, 1907, s. 146–148.
- Über eigenartige Krankheitsfälle des späteren Alters[21], 1911
- Ist die Einrichtung einer psychiatrischen Abteilung im Reichsgesundheitsamt erstrebenswert?[22], 1911
- Die diagnostischen Schwierigkeiten in der Psychiatrie[23], 1910
- Ein Beitrag zur Klinik und pathologischen Anatomie der Westphal-Strümpell'schen Pseudosklerose[24], 1912
- 25 Jahre Psychiatrie. Ein Rückblick anläßlich des 25-jährigen Jubiläums von Professor Dr. Emil Sioli als Direktor der Frankfurter Irrenanstalt[25], 1913
- Zur Frage von der Heilbarkeit der Dementia paralytica[26], 1913
- Der Krieg und die Nerven, 1912
- Über eine eigenartige Erkrankung des zentralen Nervensystems mit bulbären Symptomen und schmerzhaften spastischen Krampfzuständen der Extremitäten[27], 1916
- Alzheimer A, Nissl F. Histologie und Histopathologie. W: Arbeiten über die Großhirnrinde mit besonderer Berücksichtigung der pathologischen Anatomie der Geisteskrankheiten. Jena, 1921.
- Lewandowsky, Alzheimer (Hrsg.) Monographien aus dem Gesamtgebiete der Neurologie und Psychiatrie.